# Johann Baptist Homann
Johann Baptist Homann, né à Kammlach (électorat de Bavière) le 20 mars 1664 et mort à Nuremberg le 1er juillet 1724, est un cartographe et géographe allemand.
Il est notamment connu pour avoir réalisé des cartes du continent américain et des globes planétaires.

## Biographie
Homann est né en 1664 à Oberkammlach, près de Kammlach, dans l'électorat de Bavière. Il effectue sa scolarité dans une école de jésuites et se destine à la prêtrise, mais se convertit finalement au protestantisme. En 1687, il commence une carrière de notaire à Nuremberg. Il commence rapidement à produire des gravures et des cartes : en 1702, il fonde sa propre maison d'édition. 
Ses cartes font de lui l'un des cartographes allemands les plus renommés. En 1715, il est nommé Géographe Impérial par l'Empereur Charles VI. La même année, il est élu à l'Académie royale des sciences de Prusse à Berlin. Les privilèges impériaux sur les impressions (privilegia impressoria) offraient protection aux imprimeurs, graveurs sur cuivre, cartographes et éditeurs.
En 1716, Homann publie son chef-d'œuvre, Grosser Atlas über die ganze Welt (« Grand atlas du monde »). Plusieurs cartes ont été réalisées avec la collaboration du graveur Christoph Weigel l'Ancien. 
Homann meurt en 1724 à Nuremberg. Sa maison d'édition cartographique, Homann et héritiers, perdure jusqu'en 1848.

## Galerie

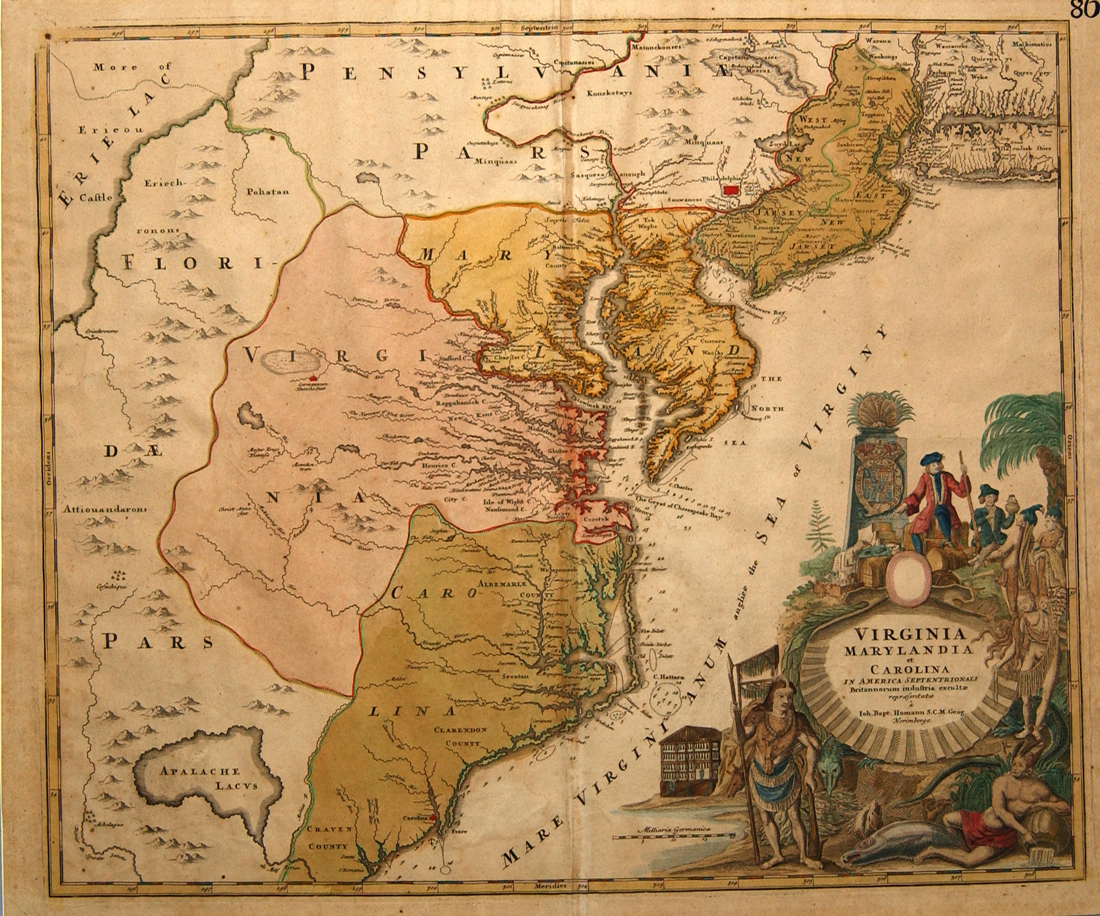
Virginia Marylandia et Carolina, vers 1714
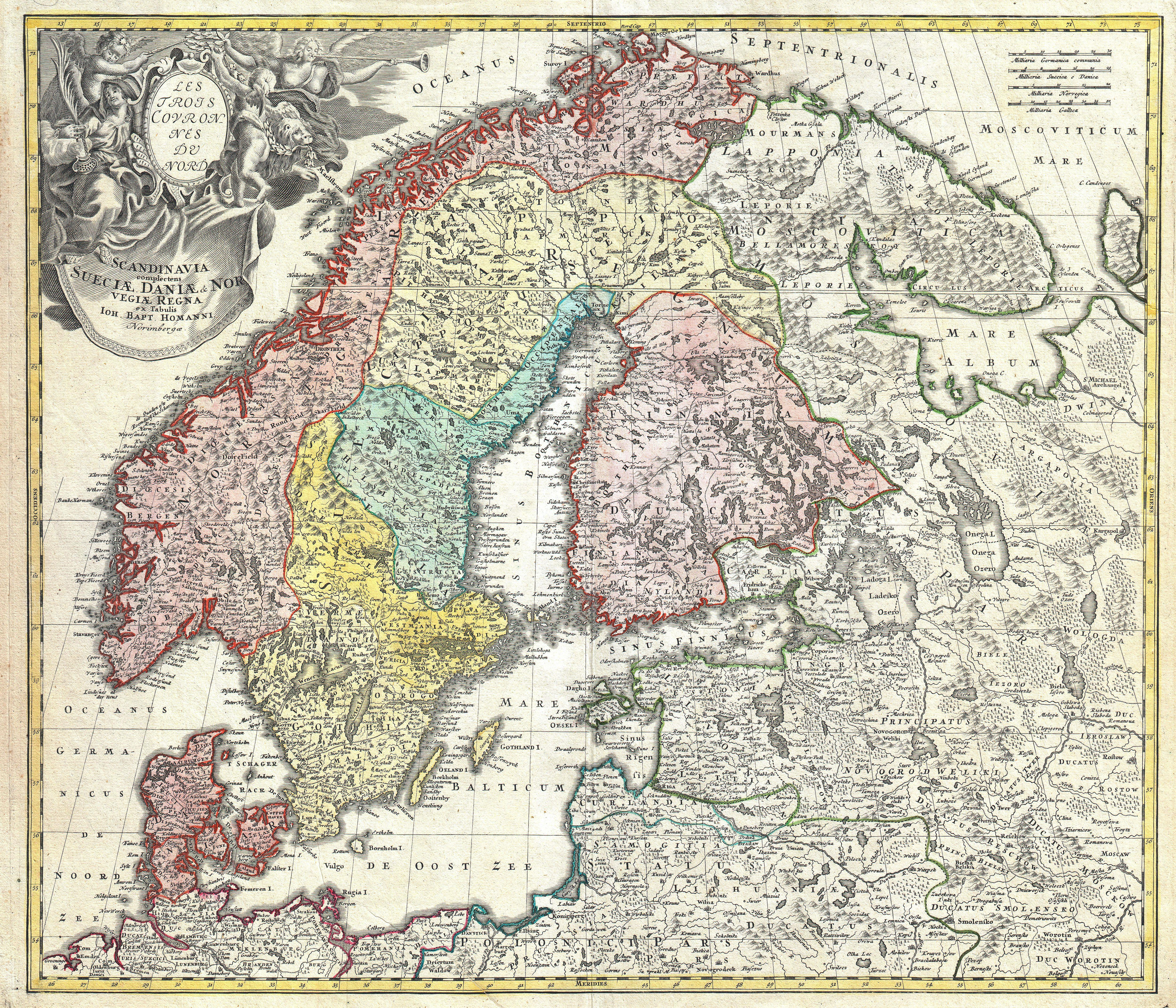
Carte de la Scandinavie et de la Baltique, vers 1715.
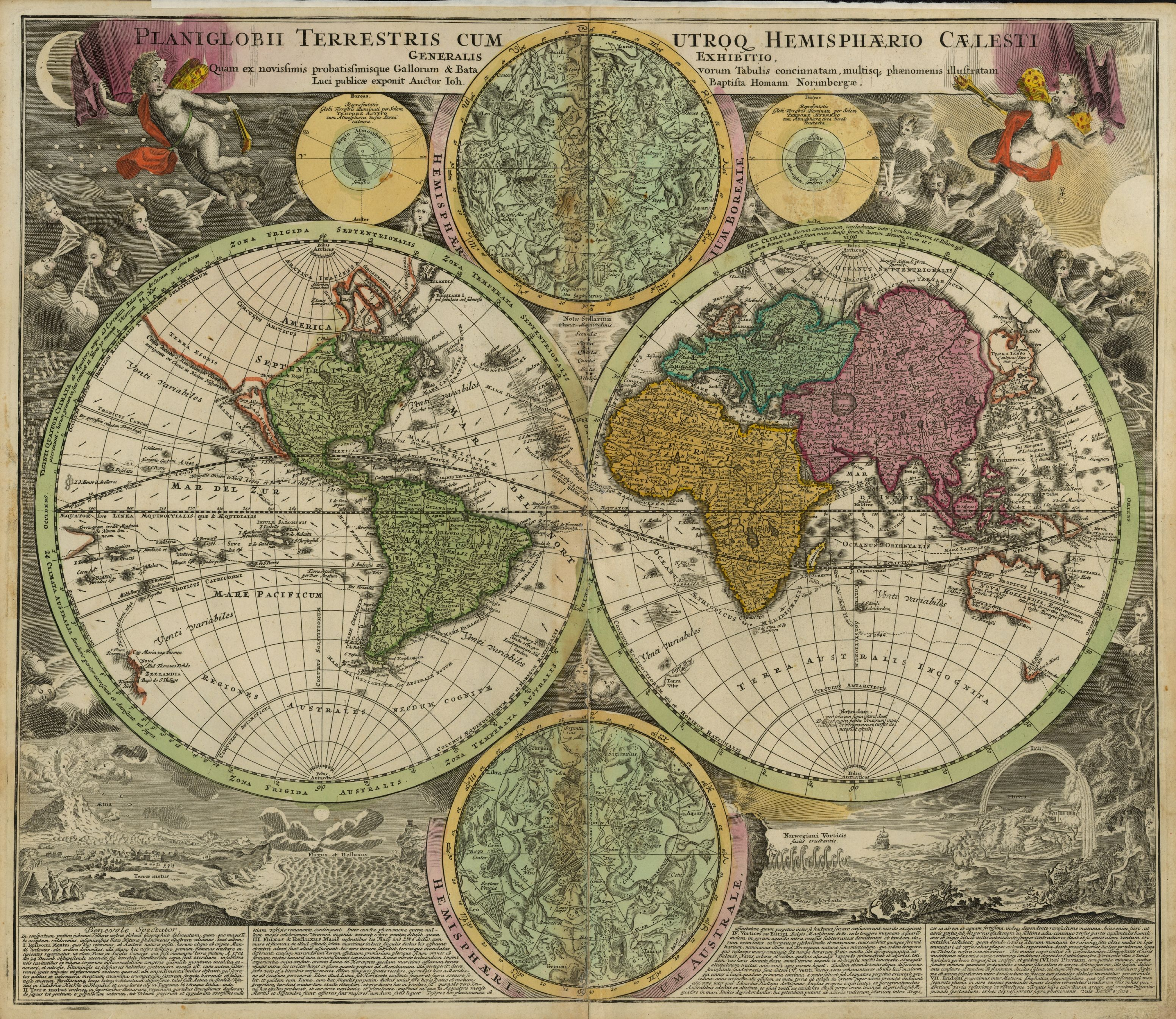
Planiglobii Terrestris Cum Utroq[ue] Hemisphærio Cælesti Generalis Exhibitio, réalisée à Nuremberg en 1707
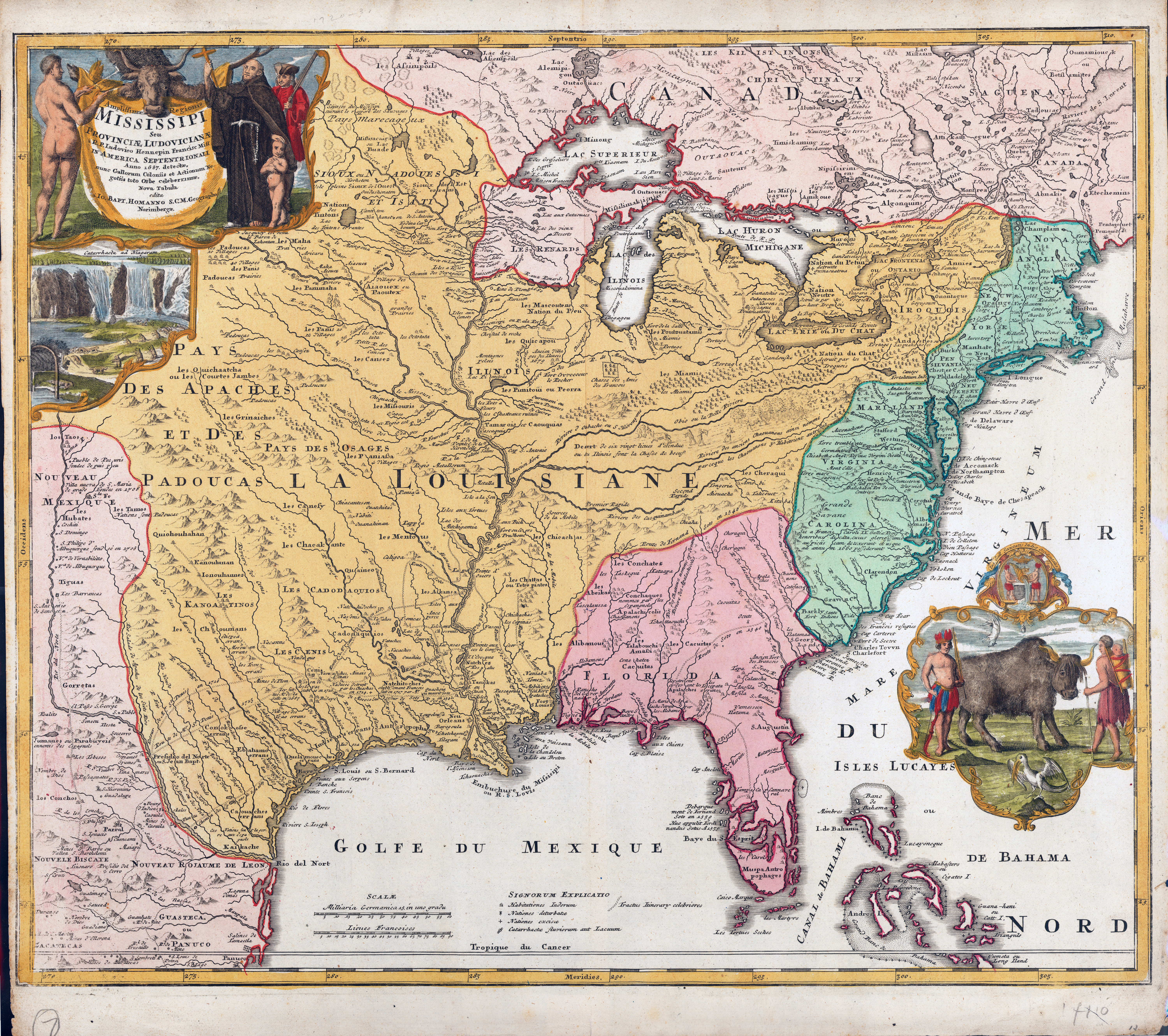
Amplissimae Regionis Mississipi, c. 1720
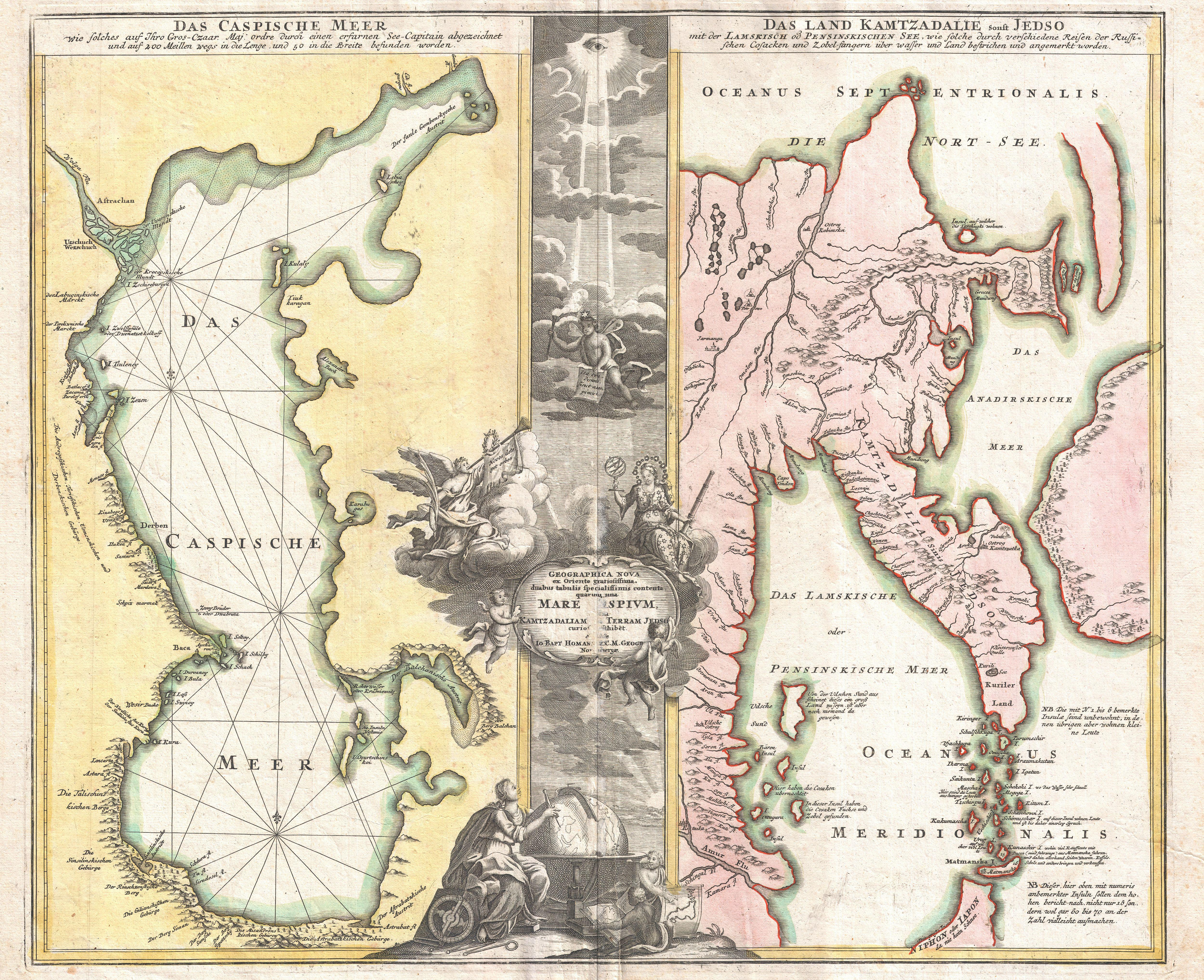
Carte de la mer Caspienne et du Kamtchatka, 1725